# Groupe d'ESO 380-6
Le groupe de ESO 380-6 comprend au moins sept galaxies situées dans les constellations du Centaure et de l'Hydre. La distance moyenne entre ce groupe et la Voie lactée est d'environ 44,9 Mpc (∼146 millions d'al). 

## Membres
Le tableau ci-dessous liste les sept galaxies du groupe indiquées dans l'article de A.M. Garcia paru en 1993.
| Nom        | Constellation | Class.           | Type           | α (J2000.0)   | δ (J2000.0)  | Vitesse radiale (km/s) | m             | Distance (Mpc) | Diamètre (kal) |
| ---------- | ------------- | ---------------- | -------------- | ------------- | ------------ | ---------------------- | ------------- | -------------- | -------------- |
| NGC 4304   | Hydre         | (R')SB(s)bc pec? | Spirale barrée | 12h 22m 12.7s | -33° 29′ 04″ | 2624 ± 3               | 11,7          | 43,4 ± 3,1     | 154            |
| IC 3253    | Centaure      | SA(s)c?          | Spirale        | 12h 23m 45.2s | -34° 37′ 20″ | 2704 ± 7               | 11,6          | 44,5 ± 3,1     | 156            |
| ESO 380-1  | Hydre         | (R')SB(s)b?      | Spirale barrée | 12h 14m 45.1s | -35° 30′ 35″ | 2688 ± 7               | 10,95 ± 0,04  | 44,3 ± 3,1     | 92             |
| ESO 380-6  | Hydre         | (R')SA(s)b?      | Spirale        | 12h 15m 34.3s | -35° 37′ 47″ | 2947 ± 6               | 9,76          | 48,1 ± 3,4     | 173            |
| ESO 380-25 | Centaure      | SB(s)d?          | Spirale barrée | 12h 24m 34.4s | -35° 24′ 32″ | 2810 ± 8               | 12,62 ± 0,18  | 46,0 ± 3,2     | 56             |
| ESO 380-19 | Centaure      | Scd?             | Spirale        | 12h 22m 02.2s | -35° 47′ 34″ | 2934 ± 2               | 8,954 ± 0,012 | 47,9 ± 3,4     | 175            |
| ESO 379-35 | Hydre         | C                | Naine compacte | 12h 13m 39.2s | -34° 29′ 40″ | 2405 ± 10              | 13,14 ± 0,09  | 40,2 ± 2,8     | 27             |

Le site DeepskyLog permet de trouver aisément les constellations des galaxies mentionnées dans ce tableau ou si elles ne s'y trouvent pas, l'outil du site constellation permet de le faire à l'aide des coordonnées de la galaxie. Sauf indication contraire, les données proviennent du site NASA/IPAC.